# Di-rect doet Tommy
Di-rect doet Tommy de Nederlandstalige versie van 'Tommy', de rockopera van The Who uit 1969 de bijbehorende CD werd in 2008 uitgebracht. De oorspronkelijke Engelse teksten geschreven door Pete Townshend en John Entwistle zijn in het Nederlands vertaald door Jan Rot die ook met het idee kwam, de Opera werd geregisseerd door Jos Thie en is negentig keer door DI-RECT opgevoerd. Het is het laatste album van DI-RECT met zanger Tim Akkerman.

## Nummers
Alle teksten zijn geschreven door Jan Rot, alle muziek is geschreven door The Who.
| 1.                   | Opening                   | 5:20 |
| 2.                   | Wat Een Wolk!             | 0:41 |
| 3.                   | Eenentwintig [21]         | 2:51 |
| 4.                   | Bezielde Zoektocht        | 3:26 |
| 5.                   | Vonken                    | 3:49 |
| 6.                   | Bliksemsnel Weer Zien     | 2:17 |
| 7.                   | Kerstmis                  | 4:37 |
| 8.                   | Neef Nico                 | 3:52 |
| 9.                   | Pillemien                 | 3:27 |
| 10.                  | Dichting                  | 9:37 |
| 11.                  | Is Het Wel Oké?           | 0:27 |
| 12.                  | Wriemel En Wrijf          | 1:30 |
| 13.                  | Koning Flipper            | 3:14 |
| 14.                  | Net Een Dokter Ontmoet    | 0:25 |
| 15.                  | Ga Naar De Spiegel, Jong! | 3:45 |
| 16.                  | Tommy, Hoor Je Mij Nou?   | 1:37 |
| 17.                  | Sloop De Spiegel          | 1:22 |
| 18.                  | Sensatie                  | 2:31 |
| 19.                  | Dokters Op Tilt           | 0:14 |
| 20.                  | Elly Elsen                | 4:13 |
| 21.                  | Wees Vrij                 | 2:36 |
| 22.                  | Welkom                    | 4:35 |
| 23.                  | Tommy's Comedy Kamp       | 0:56 |
| 24.                  | Niemand Van Ons Pikt Dit  | 7:27 |
| Totale duur: 1:14:48 |                           |      |

## Bezetting
Di-rect
- Tim Akkerman - zang, productie
- Frans van Zoest - gitaar, productie
- Bas van Wageningen - basgitaar, productie, opname
- Jamie Westland - drums, productie

Gastmuzikanten
- Vince van Reeken - toetsen
- Marcel Veenendaal - zang
- Caroline Dest - zang

Crew
- Sander van der Heide (Polyhymnia) - mastering
- Stephanie Pistel - fotografie
- Studio Swanink - ontwerp
- AT Productions - management, boekingen